# جوش وايز
جوش وايز (بالإنجليزية: Josh Wise)‏ هو تريثلت أمريكي، ولد في 7 فبراير 1983 في ريفرسايد في الولايات المتحدة.

## وصلات خارجية
- الموقع الرسمي
- جوش وايز على موقع Racing-Reference.info (الإنجليزية)